# Світ Санти
Світ Санти (швед. Tomteland) — тематичний парк Санта-Клауса на горі Гесунда на південь від Мури (Швеція). Відкрито 8 грудня 1984 року.
Парк можна побачити в музичному кліпі до синглу Шакіна Стівенса 1985 року «Merry Christmas Everyone».